# Омладински радник
Омладински радник  је стручно лице, ангажовано у организацијама цивилног друштва, институцијама и локалној самоуправи које спроводи активности омладинског рада, а чије су компетенције дефинисане стандардима занимања у области омладинског рада. Компетенције се могу стећи кроз формално, информално, и великим делом неформално образовање.
Од 2019. године омладински радник се налази у Јединственом кодексу шифара за евиденцију Националне службе за запошљавање, под шифром 3412.03.

## Вредности
Омладински рад помаже младим људима да сазнају више о себи, другима и друштву кроз неформалне образовне активности (уживање, учење, преузимање иницијативе) и самим тим и пружање подршке младима да обликују своју будућност.
Овакав вид стицања знања за неформално образовно-васпитни рад са младима неопходан је за одрживи развој сваке локалне заједнице.  
Специфичност омладинског рада у односу на било који други рад са младима јесте да је он плански, односно циљано образовног карактера.
- комплементаран је формалном образовању;
- спроводи се од стране омладинских радника;
- cпроводи активности које користе методе неформалног образовања и информисања.

У зависности где се спроводи, омладински рад подразумева рад са особама између 15 и 30 (35) година.

## Етика
Рад омладинских радниka је ограничен и потпомогнут Етичким кодексом омладинских радника.

## Компетенције и циљеви омладинског радника
- Делује у оквиру планираног програма образовног карактера, креираног са сврхом пружања подршке младима у процесу осамостаљивања, тако што им омладински радник помаже у личном и социјалном развоју како би постали активни чланови друштва и учесници у процесу доношења одлука;
- Имају за циљ да кроз различите пројекте ангажују младе људе, сузбијају неједнакости и наводе на исправно размишљање;
- Стварање сигурног окружења и могућности за активно учешће младих на добровољној основи у процесу стицања компетенција, вредности и уверења.
- Третирање младих као партнера, односно као своје циљне групе, а не као клијената, ученика и пацијената, укључујући холистички приступ;
- Учење и стицање нових знања о задацима омладинских радника у оквиру способности процене потребе младих људи, подстицања младих на развој пројектних идеја, разговора и упознавања са младима из различитих средина, услуга пружања информација и савета за младе, рада у заједници, вештина за аниматорски приступ раду, развијања комуникационих вештина и омладинског предузетништва;
- Пружање поуздане подршке младима у стресним ситуацијама
- Сарађује са осталим актерима из различитих сектора друштва како би друштво одговорило на потребе младих;
- Пружање подршке младима у доношењу (информисаних) одлука у односу на личну одговорност према друштву и заједници;
- Великим делом базира свој програм рада на метода неформалног образовања;
- Охрабривање младих да развијају критичко мишљење у односу на властито искуство и свет око себе и подстиче на активно деловање;
- Промовисање идеје волонтеризма међу младима;
- Обезбеђивање равноправности учешћа младих и принципа инклузије и антидискриминације;
- Комплементарност са формалним образовањем како би се млади подстакли на остваривање властитих потенцијала;
- Пружање услуга младима, а да притом млади доносе одлуке да ли ће учествовати у омладинском раду (Млади учествују у програмима омладинског рада на добровољној основи).

## Битни појмови
Компетенција - способност коју појединац показује учинцима и достигнућима у послу или задатку. Компетенције су знање, вештине и искуство. Циљ развоја компетенција је стицање, употреба и размена компетенција запослених, неопходних за унапређење квалитета њиховог рада и пружање разних услуга.
Неформално образовање - организоване и планиране образовне активности које подстичу индивидуално и друштвено учење, дешавају се изван система формалног образовања, комплементарне су формалном образовању у којем је учешће добровољно, а дизајниране су и изведене од стране обучених и компетентних едукатора. Неформално образовање у области омладинског рада омогућава младима да стекну компетенције које доприносе њиховом личном развоју, активном грађанству и повећању запослености.
Омладински активизам - представља глас младих који су окупљени око заједничке идеје зарад неке друштвене промене. Постоје различити облици активизма у односу на различите друштвене проблеме (студентски протести, петиције, кампање, трибине), а основа активизма јесте волонтеризам.
Волонтер - особа која се ангажује да ради за заједницу без новчане надокнаде, учешћем у неком програму, истовремено развијајући своје вештине, где има прилику да научи нешто ново и развије солидарност са осталим члановима у заједници. Волонтери могу радити у свим организацијама, институцијама и установама у којима постоје организовани волонтерски програми.
Холистички приступ - хуманистички приступ који има специфично филозофско и етичко значење што у највећој мери утиче на праксу социјалног рада. Формирао се насупрот позитивизму, детерминизму и бихевиоризму.
Омладински програм - програми за младе, планирани са циљем личног и социјалног развоја младих, у односу на права и потребе младих у одређеној заједници (програми оснаживања, програми превенције и сл.).
Учешће младих - приступ активног грађанског учествовања младих као средство преузимања активне улоге и у развоју властитог окружења.